# 人間 (クルアーン)
『人間』とは、クルアーンにおける第76番目の章（スーラ）。31の節（アーヤ）から成る。マディーナ啓示に分類される。

## 内容
冒頭の「人間には，なにものとも呼べない長い時期があったではないか。」に因んでこの題名が付けられている。
アッラーフへの信仰に対する審判の日の後の楽園での果報について述べられる。